# Zlatá křídlovka
Zlatá křídlovka nebo také O zlatou křídlovku je nejstarší a nejvýznamnější česká soutěž malých dechových orchestrů, tedy těch, které mají nejvýše 18 hráčů (dirigent a zpěváci se nezapočítávají), a to bez ohledu na to, zda jsou profesionální, poloprofesionální nebo amatérské. Koná se obvykle každý druhý rok od roku 1968. Zatím poslední ročník se uskutečnil v roce 2012, další se bude konat v roce 2016.

## Vítězové jednotlivých ročníků
- 1969 – Budvarka
- 1971
- 1973
- 1975 – Mistříňanka
- 1978 – Žadovjáci
- 1981 – Skoroňáci
- 1984 – Zdounečanka
- 1987 – Šohajka
- 1990 – Dolanka
- 1992 – Vacenovjáci
- 1994 – Lácaranka
- 1996 – Túfaranka
- 1998 – Vracovjáci
- 2000 – Vlčovanka
- 2002 – Bojané
- 2004 – Sokolka
- 2006 – Šarovec
- 2008 – Straňanka
- 2010 – Legrúti
- 2012